# Neva Union Autonomista Ladina
La Neva Union Autonomista Ladina (Neva UAL, fino al 2019 Union Autonomista Ladina, UAL) è un partito politico regionale, attivo nella Provincia di Trento, che ha l'obiettivo di rappresentare la minoranza ladina nella provincia.

## Storia
Nato nel 1983, nello stesso anno l'esponente di UAL Ezio Anesi viene eletto in consiglio provinciale nelle liste del Partito Repubblicano; durante il suo mandato al consiglio provinciale, Anesi promuove la legge provinciale n. 17 del 1985, nota come "Legge Anesi", che garantisce contributi a sostegno della cultura ladina. Alle elezioni politiche del 1992 viene eletto senatore nelle liste del Partito Socialista nella Circoscrizione Trentino-Alto Adige.
Alle elezioni politiche del 1996 l'esponente del partito Giuseppe Detomas viene eletto alla Camera dei deputati nella lista dell'Ulivo nel collegio uninominale di Pergine Valsugana.
Nelle elezioni provinciali del 2003 il partito ha ottenuto 2.990 voti, corrispondenti all'1,1%, riuscendo ad eleggere consigliere Luigi Chiocchetti.
Nelle elezioni provinciali del 2008 il partito ha ottenuto 3.205 voti, corrispondenti all'1,2% dei voti (il 54,0% nei comuni ladini) ed eletto un consigliere.
Alle elezioni provinciali del 2013 il partito ha ottenuto 2.717 voti, corrispondenti all'1,1% dei voti, ed ha eletto consigliere Giuseppe Detomas.
In occasione dell'Assemblea generale tenutasi il 15 dicembre 2019 i soci presenti hanno deliberato affinché lo storico movimento concludesse una fase durata più di trentacinque anni in favore di una nuova stagione all'insegna del rinnovamento e della semplificazione, dando così vita alla Neva Union Autonomista Ladina (Neva UAL).

## Risultati elettorali

### Provinciali
| Elezione | Voti  | Seggi  |
| -------- | ----- | ------ |
| 2003     | 2 990 | 1 / 35 |
| 2008     | 3 205 | 1 / 35 |
| 2013     | 2 717 | 1 / 35 |